# Pedalium murex
Espèce
Synonymes
- Pedalium microcarpum Decne.[1]
- Rogeria microcarpa Klotzsch[1]

Pedalium murex est une espèce végétale de la famille des Pedaliaceae. 

## Description
C'est une plante rampante, vivace, très ramifiée. Elle se répand davantage sur le sol qu'elle ne monte en hauteur (maximum 60 cm de haut). 

### Feuillage
Les feuilles sont succulentes, glanduleuses ; elles sont simples et à disposition opposée sur la tige. Leur forme est ovale à obovale et elles mesurent de 1 à 4.5 cm de long pour 0,5 à 3 cm de large. Leur pétiole mesure de 1 à 4 cm de long. Leur marge est crénelée ou serretée, de façon irrégulière. Le limbe présente une face supérieure glabre, mais est finement écailleuse sur la face inférieure.  

### Fleur
Les fleurs crème à jaune pâle, au cœur jaune, sont portées par des pédicelles de 1 à 2 mm de long (qui croîtront jusqu'à 4 mm quand ils porteront le fruit). Elles mesurent de 1,5 à 2 cm de diamètre. Les sépales persistants mesurent 2 mm de long. Les 5 pétales sont fusionnés en un large tube qui mesurent de 1 à 3 cm de long, à l'ouverture évasée et aux lobes visibles. Les étamines, incluses dans le tube formé par les pétales, mesurent de 0,5 à 1 cm de long. Leur filet est dilaté, porte des poils glanduleux à leur base, et des anthères en forme de rein à leur sommet.

### Fruit

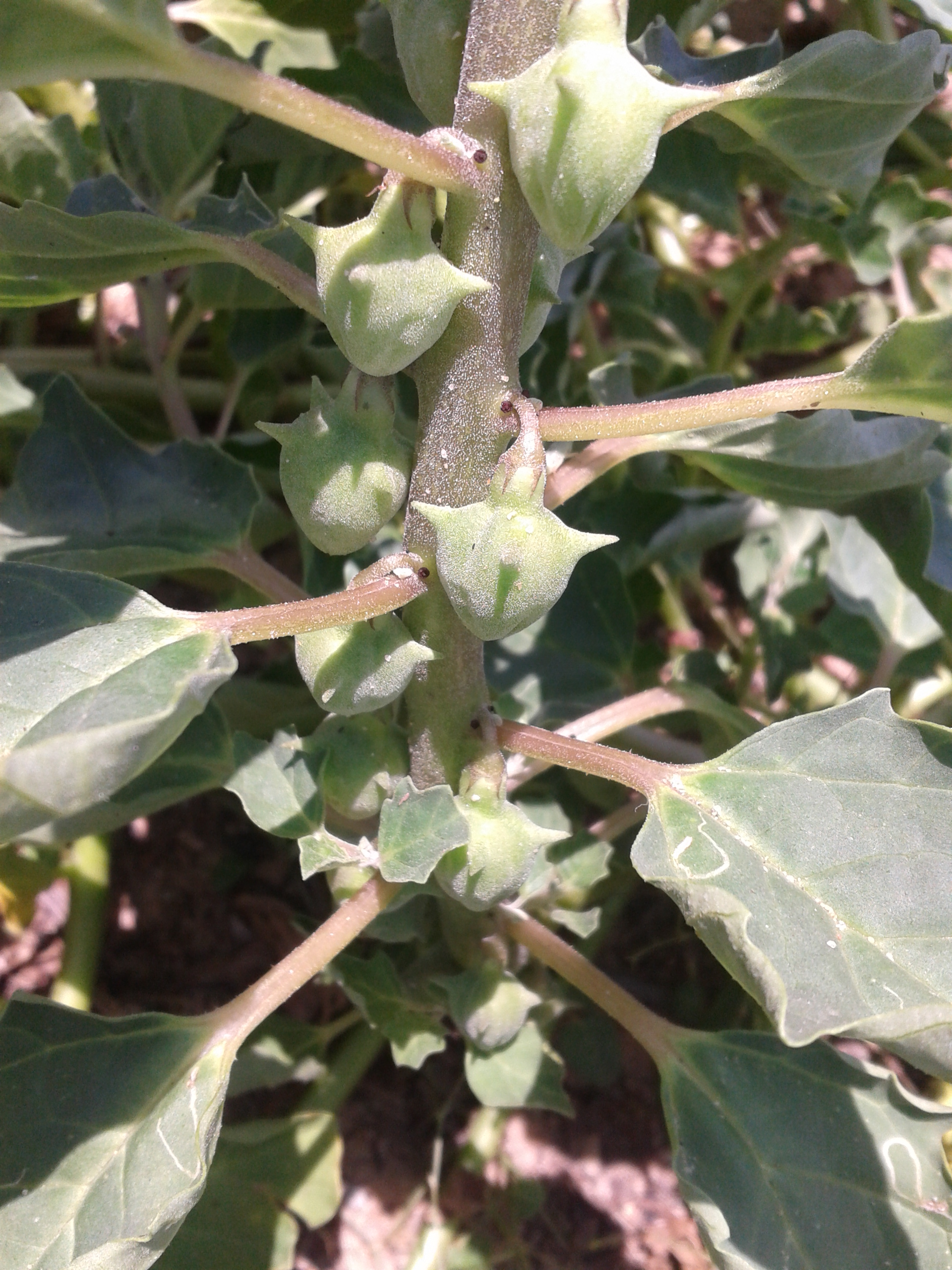
Formation de fruits chez Pedalium murex

Les fruits indéhiscents, de 1 à 1,8 cm de long pour 0,5 à 1 cm de large, portent des protubérances en forme d'épine mesurant de 2 à 4 mm de long. Ils contiennent une graine dans chacune de leurs deux loges. 

## Distribution géographique
On peut la trouver dans l'Ouest du Pakistan (Sind), dans certaines régions de l'Inde (Kâthiâwar, Delhi, Bombay par exemple), au Sri Lanka, mais aussi en Afrique tropicale.

## Utilisation
Les feuilles et les rameaux de cette plante, macérés dans l'eau froide, produisent un mucilage épais. Les feuilles peuvent être cuites et consommées comme un légume. 